# Акулов, Евгений Алексеевич
Евгений Алексеевич Акулов (7 [20] августа 1905, Сморгонь, Виленская губерния — 5 октября 1996, Москва) — советский дирижёр и педагог, народный артист России (1995).

## Биография
Учился в Музыкальном техникуме им. Гнесиных по классам фортепьяно Е. Ф. Гнесиной и композиции М. Ф. Гнесина и Р. М. Глиэра. В 1931 году окончил Московскую консерваторию по классу дирижирования К. С. Сараджева.
В 1930 году стал ассистентом дирижёра, затем дирижёром Большого театра в Москве. В 1937—1938 главный дирижёр Белорусского театра оперы и балета в Минске. В 1938—1949 годах работал главным дирижёром и заведующим музыкальной частью Музыкального театра им. В. И. Немировича-Данченко (с 1941 года Московский академический музыкальный театр имени К. С. Станиславского и Вл. И. Немировича-Данченко).
В 1946—1955 годы руководил оперным и оркестровым классами в Музыкально-педагогическом институте им. Гнесиных. С 1950 года дирижировал оркестрами Радио. В 1962—1964 годах был художественным руководителем оперно-симфонического оркестра.
С 1950 года преподавал в ГИТИСе специальный новый курс «Анализ музыкальной драматургии» для режиссёров музыкальных театров, с 1960 года — профессор.
В 1952—1964 годах дирижёр-руководитель стажёрской группы Большого театра.
Похоронен на Троекуровском кладбище.

## Семья
- Жена — Лидия Михайловна Акулова
  - Дочь — Ирина Евгеньевна Акулова
  - Дочь — Наталья Евгеньевна Акулова (1 апреля 1940 — 23 июля 2023), педагог, почётный профессор кафедры режиссуры и мастерства актёра музыкального театра ГИТИСе. Окончила Музыкальное училище при Московской консерватории по специальности фортепиано. С 1960 года преподавала «Анализ музыкальной драматургии» для режиссеров музыкального театра на кафедре режиссуры и мастерства актера музыкального театра ГИТИСа. В 1968 году окончила театроведческий факультет ГИТИСа. В 1982 году ей была присвоена ученая степень кандидата искусствоведения, а в 1997 году — звание доцента. Похоронена на Троекуровском кладбище.

## Награды и премии
- Заслуженный артист РСФСР (1940).
- Народный артист России (11.08.1995)[2].

## Работы в театре

### Спектакли
- 1938 — «Слепые» Жака Оффенбаха
- 1939 — «В бурю» Т. Н. Хренникова
- 1940 — «Семья» Л. А. Ходжа-Эйнатова
- 1941 — «Герои русского народа», спектакль-концерт[3]
- 1942 — «Мадемуазель Фифи» Ц. А. Кюи
- 1942 — «Чапаев» Б. А. Мокроусова[3]
- 1944 — «Моцарт и Сальери» Н. А. Римского-Корсакова
- 1944 — «Кащей бессмертный» Н. А. Римского-Корсакова
- 1948 — «Любовь поэта» («Сказки Гофмана») Жака Оффенбаха

### Оперетты
- 1942 — «Цыганский барон» Иоганна Штрауса

### Оперы
- 1962 — «Битва при Леньяно» Джузеппе Верди
- 1962 — «Золотой петушок» Н. А. Римского-Корсакова
- 1964 — «Орфей» Йозефа Гайдна
- 1964 — «Орлиная крепость» А. А. Бабаева
- 1965 — «Солнце над степью» В. Я. Шебалина